# Bracon nigropectus
Bracon nigropectus är en stekelart som beskrevs av Léon Abel Provancher 1880. Bracon nigropectus ingår i släktet Bracon och familjen bracksteklar. Inga underarter finns listade.